# Oerlenbach
Oerlenbach este o comună aflată în districtul Bad Kissingen, landul Bavaria, Germania.